# Envisat
Envisat（Environmental Satellite エンビサット）は、欧州宇宙機関（ESA: European Space Agency）が2002年3月1日にアリアン5（Ariane 5）で打ち上げ、高度790キロメートルの太陽同期軌道に投入された地球観測衛星である。Envisatの質量は8,211キログラムで、ヨーロッパの人工衛星としては最大である。10種類の観測センサ（ASAR、MERIS、AATSR、RA-2、MWR、DORIS、GOMOS、MIPAS、SCIAMACHY、LRR）が搭載されている。2012年4月8日に通信が途絶し、そのまま運用は断念された。

## 概要
Envisatの観測目的はヨーロッパのリモートセンシングミッションを継続するとともに、環境の研究を改善するための追加観測パラメータを得ることである。大気化学、オゾン減少、海洋生物学、海の温度と色、波高、湿度、洪水、農業、樹木分布、自然災害、デジタル標高モデリング、洋上交通、大気汚染のモデル化、地図作成、雪と氷の研究といった様々な研究に使われる。Envisatは世界で最も複雑な地球観測衛星であり、10個の観測機器を搭載している。1991年以降のERS衛星の観測データと組み合わせ、過去20年間の精密な気候変動データの測定を行った。Envisatの設計寿命は5年間であり、その寿命は大幅に超過していた。本ミッションは、GMES (Global Monitoring for Environment and Security)プログラムのSentinel衛星シリーズで置き換えられる予定であり、Sentinel 1 は2013年に打上げられ、Envisatのレーダ観測業務を引き継ぐ予定である。 
Envisatに問題が起きてユーザの観測要求が継続できない場合は、カナダ宇宙庁との緊急時の合意により、レーダーサットを使って観測を継続することになっていた。
10年間にわたって運用されてきたEnvisatは2014年まで運用が延長されることになっていたが、2012年4月8日に通信が途絶し、復旧しないまま同年5月9日にミッション終了が宣告された。復旧のための調査の一環として、フランスのPleiades衛星による光学撮影と、ドイツの地上局レーダによる衛星の外観撮影が行われたが、外観上の異常は見つからなかった。

## 観測機器
Envisatは9個の地球観測機器を搭載しており、10個目の装置DORISは誘導制御用のデータを提供する。このうちいくつかの機器は、欧州宇宙機関のERS-1とERS-2ミッション、およびその他の衛星で搭載した機器の改良型である。

### ASAR(高性能合成開口レーダ)
ASAR (Advanced Synthetic Aperture Radar)は、Cバンドで運用されており、サブミリの精度で表面における高さの変動を識別することができる。5種類の観測モードがあり、分解能はモードによって30メートル - 1キロメートルである。

### MERIS（中分解能イメージングスペクトロメータ）
MERIS (MEdium Resolution Imaging Spectrometer) は、地表面および大気からの太陽光スペクトルを光学領域（390 - 1,040nm）を15バンドで観測することができる。分解能は300メートル - 1,200メートルであり、1,450キロメートルの観測幅でデータを取得することができる。

### AATSR（改良型アロングトラック走査放射計）
AATSR (Advanced Along Track Scanning Radiometer) は、光学領域の放射計であり、海面温度を測定することができる。分解能は1キロメートルであり、500キロメートルの観測幅でデータを取得することができる。なお、海面温度の測定精度は0.3ケルビン以下である。

### RA-2（レーダ高度計2）
RA-2 (Radar Altimeter 2)は、レーダ高度計であり、海洋地形の計測や、海氷の観測、マッピングを目的とする。KuバンドとSバンドで運用されている。

### MWR（マイクロ波放射計）
MWR (Microwave Radiometer)は、大気中の水蒸気や雲水量を計測してレーダ高度計の信号の補正を行うことを目的とする。

### DORIS（衛星測位システム）
DORIS (Doppler Orbitography and Radiopositioning Integrated by Satellite)は、10センチメートル以内の位置精度で衛星の軌道を設定するためのシステムである。

### GOMOS
GOMOS (Global Ozone Monitoring by Occultation of Stars)は、オゾンなど大気中の微量気体分子の垂直分布測定を目的とする。

### MIPAS（受動型大気測定マイケルソン干渉計）
MIPAS (Michelson Interferometer for Passive Atmospheric Sounding)は、フーリエ変換分光計であり、高分解能のガス放出分光計測を目的とする。

### SCIAMACHY
SCIAMACHY (SCanning Imaging Absorption spectroMeter for Atmospheric CHartographY) は、大気測定用スペクトロメータであり、大気に関する情報を得ることができる。